# Issa Modibo Sidibé
Issa Modibo Sidibé (ur. 3 czerwca 1992 w Arlicie) – piłkarz nigerski grający na pozycji napastnika.

## Kariera klubowa
Swoją karierę piłkarską Sidibé rozpoczął w klubie Akokana FC z miasta Arlit. W sezonie 2010/2011 zadebiutował w nim w nigerskiej Ligue 1. W 2011 roku odszedł do południowoafrykańskiego Jomo Cosmos FC. Następnie był zawodnikiem takich klubów jak: Akokana FC, Dniapro Mohylew, ASM Oran, Hafia FC, Ałaj Osz, Kawkab Marrakesz, Mouloudia Wadżda, FC Mulhouse, MFK Zemplín Michalovce i KFC Komárno.

## Kariera reprezentacyjna
W reprezentacji Nigru Sidibé zadebiutował 19 czerwca 2010 roku w zremisowanym 1:1 towarzyskim meczu z Czadem, rozegranym w Niamey. W 2013 roku został powołany do kadry na Puchar Narodów Afryki 2013. Od 2010 do 2019 wystąpił w kadrze narodowej 24 razy i strzelił 2 gole.